# Waggonaufzug Eberswalde

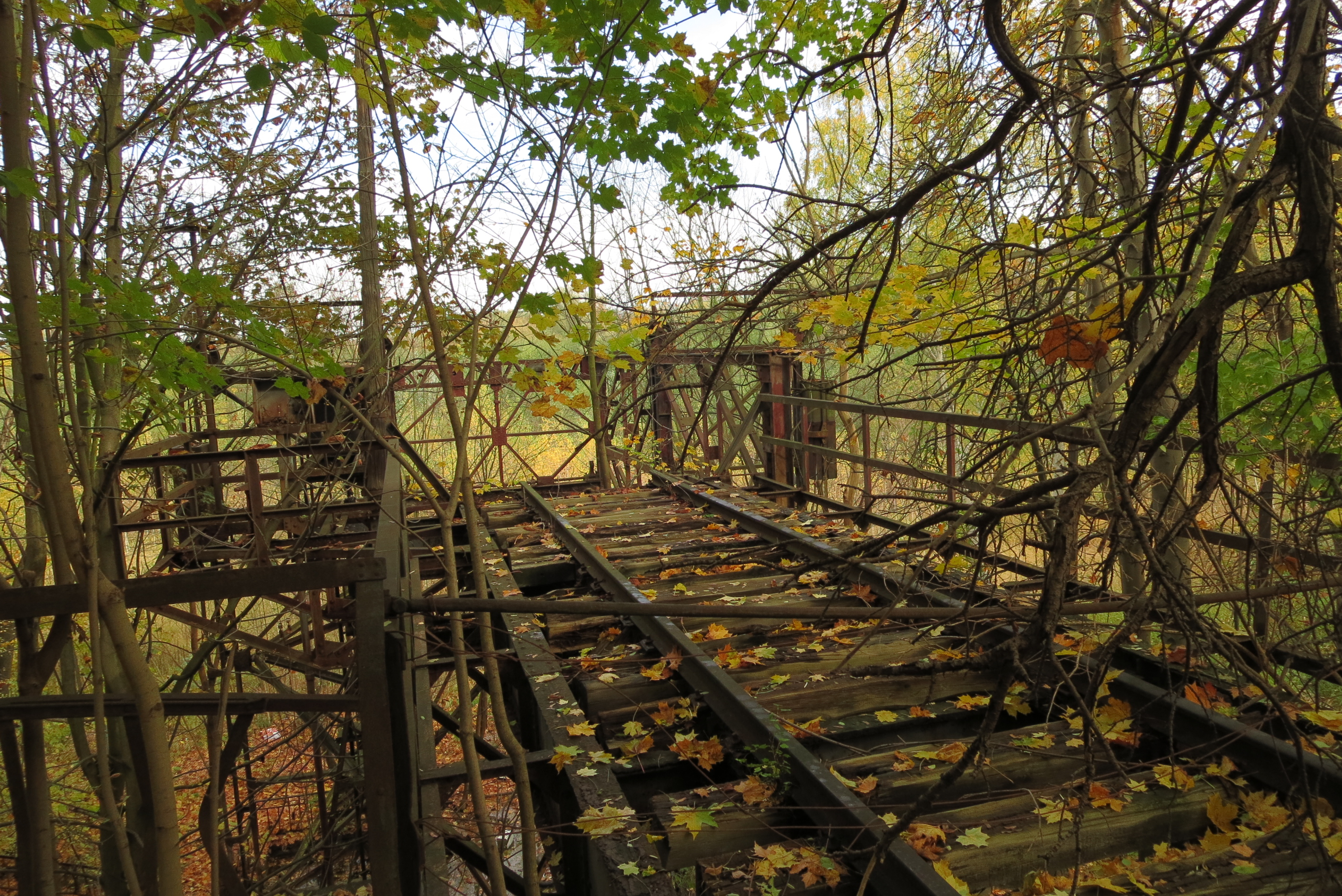
Waggonaufzug, obere Bühne mit Gleisanschluss

Der Waggonaufzug Eberswalde ist eine Hebebühne für Eisenbahnwaggons in Eberswalde-Kupferhammer. Waggonaufzüge sind sehr seltene technische Einrichtungen, da sie für den reibungslosen Betriebsablauf einer Eisenbahn zu langsam sind.

## Lage
Im Eberswalder Stadtteil Kupferhammer befand sich einst eine Hufnagelfabrik, von deren einst umfangreichen Fabrikgebäuden haben sich nur ein Waggonaufzug und der Schornstein der Fabrik erhalten. Das Gelände befindet sich im Kupferhammerweg 6/7, wird im Norden vom Finowkanal begrenzt, im Osten vom Bahndamm der Berlin-Stettiner Eisenbahn und im Südwesten vom Kupferhammerweg selbst.

## Werkgeschichte
1871 verlegte das vier Jahre alte Unternehmen von Julius Moeller und Clemens Schreiber seinen Sitz von Berlin nach Eberswalde. Es hatte eine Maschine entwickelt, die eine rationelle Fertigung von Hufnägeln erlaubte. Bis dahin wurden in ganz Europa die Hufnägel noch per Hand geschmiedet. Die Entscheidung für den Standort in Eberswalde fiel wegen der guten Anbindung an den Finowkanal und an die Eisenbahn. Aufgrund der rationellen Fertigungsweise war das Werk sehr erfolgreich, entwickelte sich zum in Deutschland marktführenden Unternehmen und beschäftigte im Jahr 1914 über 1400 Mitarbeiter. Die Wirtschaftsflaute in den 1920er Jahren und wachsender Konkurrenzdruck führten zunächst zum Verkauf, 1926 zur Stilllegung. Von da an bis 1939 nutzte die Reichsbahn das Gelände, bis 1945 die Wehrmacht. Im Jahr 1946 befahl die sowjetische Administration, das Werk wieder in Gang zu setzen und die dringend benötigten Hufnägel und Drahtstifte zu produzieren. 1971 wurde das VEB Nagel- und Drahtziehwerk stillgelegt, bis zur Wende nutzte die Handelsorganisation (HO) noch das Gelände samt den großen Hallen. Seitdem verfiel das Fabrikgelände, alle Fabrikbauten wurden inzwischen abgerissen.

## Aufzug

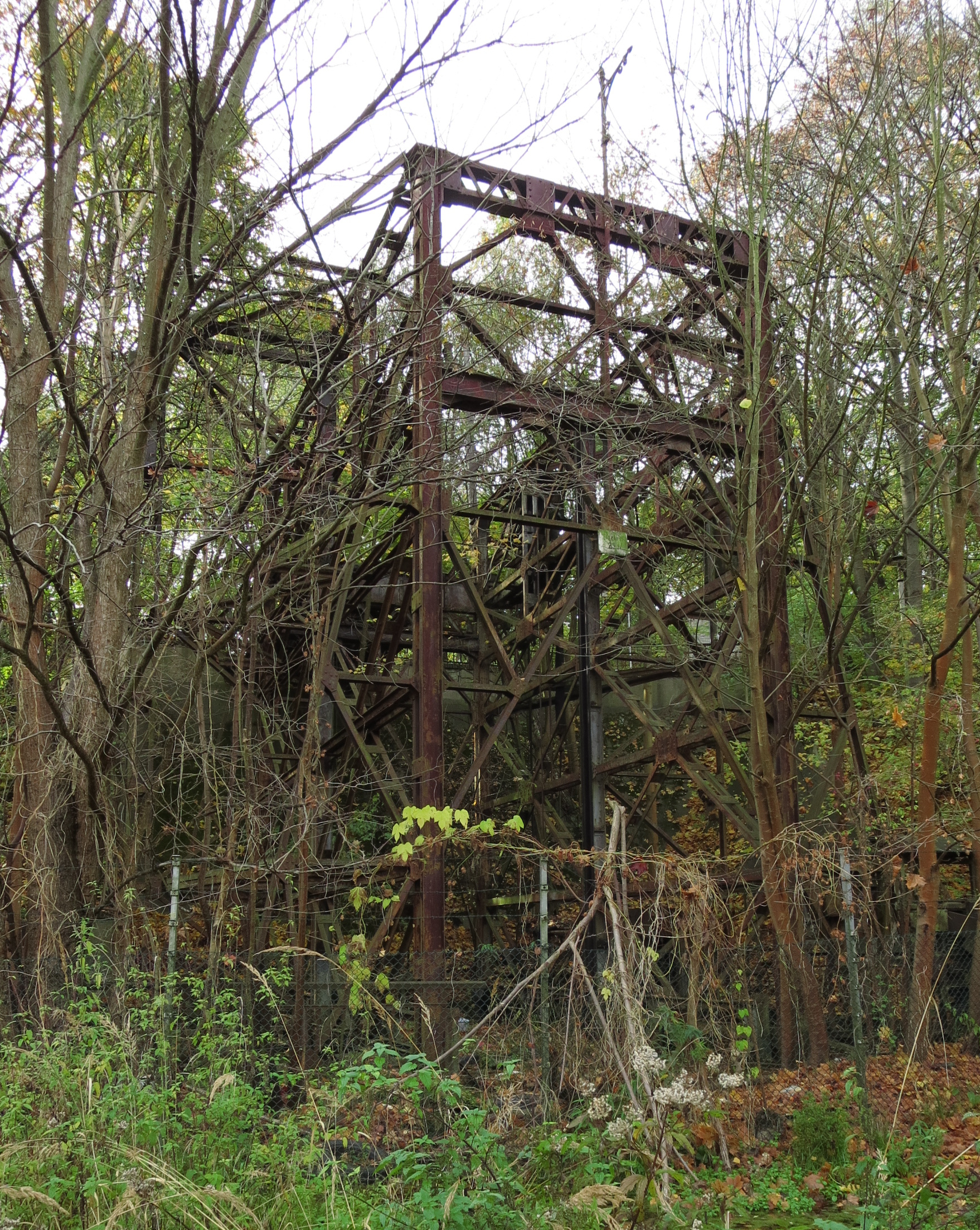
Waggonaufzug, unterer Teil

1906 bei Borsig in Berlin entworfen, erfolgte 1908 die Betriebsübergabe. Die Hebebühne war laut Literatur nur für einen Waggon mit einem maximalen Gesamtgewicht von 30 t ausgelegt (am Aufzug findet sich ein Schild mit der Höchstlast von 25 t), der Höhenunterschied zwischen den beiden Plattformen beträgt etwa 6 Meter. Das Gerüst besteht aus Stahlfachwerk im Aufzugsteil und einer kurzen Stahlbrücke zum Anschluss an den oberen Teil des Hanges.
Der Transfer eines Güterwagens talwärts dauerte fünf Minuten, umgekehrt fünfzehn Minuten. Der elektrohydraulische Antrieb befand sich unten direkt am Aufzug und wurde durch eine Wellblecheinhausung geschützt. Die Steuerung konnte durch Schalttafeln von oben und unten erfolgen.
Die Konstruktion verfügt über Gegengewichte auf beiden Seiten des Aufzuges (ähnlich dem Schiffshebewerk Niederfinow). Es war kein exakter Gewichtsausgleich abhängig vom Beladungszustand der Hebebühne möglich, der Antrieb musste die ungleiche Gewichtsverteilung bewältigen. Oben und unten waren Drehscheiben und natürlich weiterführende Gleise, die heute nicht mehr vorhanden sind. Der Transport der Waggons erfolgte auf dem Werksgelände mittels Pferden und Seilen.
Der Bahnanschluss war über ein Anschlussgleis vom Eberswalder Hauptbahnhof gewährleistet.
Der Waggonaufzug wurde bis zur Schließung des VEB Nagel- und Drahtziehwerk genutzt, danach wurde das Gelände nur noch mit LKW angefahren und das Anschlussgleis an den Bahnhof abgetrennt.
Der Aufzug ist in der Denkmalliste des Landes Brandenburg aufgeführt, wird nicht instand gehalten und ist nicht mehr benutzungsfähig.